# مقياس إيبوورث للنعاس
مقياس ايبوورث للنعاس هو مقياس[1] يهدف إلى قياس النعاس أثناء النهار والذي يتم قياسه باستخدام استبيان قصير للغاية. هذا يمكن أن يكون مفيدا في تشخيص اضطرابات النوم. تم تقديمه في عام 1991 من قبل الدكتور موراي جونز من مستشفى ايبوورث في ملبورن، أستراليا.

## الاستبيان
يطرح الاستبيان الموضوع لتقييم احتمال النوم على مقياس من الاحتمالية المتزايدة من صفر إلى ثلاثة لثمانية حالات مختلفة يشارك فيها معظم الناس خلال حياتهم اليومية، ولكن ليس بالضرورة كل يوم. يتم إضافة علامات الأسئلة الثمانية معاً للحصول على رقم واحد. يعتبر الرقم في النطاق من 0 إلى 9 طبيعيًا بينما يشير الرقم في النطاق 10-24 إلى أنه يجب البحث عن نصيحة طبية للخبير. على سبيل المثال، تظهر علامات 11-15 تشير إلى احتمال انقطاع النفس الخفيف إلى المتوسط أثناء النوم، حيث تشير الدرجة 16 وما فوق إلى احتمال انقطاع النفس النومي الشديد أو الخدار. وقد أظهرت بعض الأسئلة في المقياس أنها تنبئ بشكل أفضل باضطرابات خاصة بالنوم، على الرغم من أنه قد يلزم إجراء المزيد من الاختبارات لتوفير تشخيص دقيق.
تم إنشاء الاستبيان في الأساس بغرض الحفاظ على الصياغة الدقيقة للاستبيان لتقديم اختبار موحد والحفاظ على صلاحيته؛ يوصى بأن مسؤول الاستبيان لا يناقش النتائج مع الموضوع حتى يتم الانتهاء منه، حيث قد يؤثر هذا على ردود الموضوع على الاستبيان.

## معايرة
تم التحقق من صحة مقياس ايبوورث للنعاس بشكل رئيسي في توقف التنفس أثناء النوم الانسدادي، على الرغم من أنه أظهر أيضًا نجاحًا في الكشف عن النوم القهري و فرط النوم مجهول السبب. يتم استخدامه لقياس النعاس المفرط خلال النهار ويتكرر بعد إعطاء العلاج (على سبيل المثال، الضغط المجرى التنفسي الإيجابي) لتوثيق تحسين الأعراض. في حالة النوم القهري، يحتوي مقياس ايبوورث على دقة عالية (100٪) وحساسية (93.5٪).
تم استخدام مقياس ايبوورث لمقارنة حساسية ودقة القياسات المماثلة الأخرى لجودة النوم. يعتبر مؤشر جودة النوم في بيتسبرغ أداة تسجيل ذات صلة بجودة النوم. كلتا الدرجات هي مستنسخة للغاية داخليا.

## روابط خارجية
- Epworth Sleepiness Scale (official website)
- Johns Drowsiness Scale http://www.optalert.com/news/dr-johns-drowsiness-detection-technology-pharmaceutical-industry
- Optalert http://www.optalert.com/pharmaceutical
- 1997 version of the questionnaire, described on the above site as the "standard version that can be used by most adults."